# 2,6-Di-tert-butylpyridin
2,6-Di-tert-butylpyridin ist eine organische Verbindung, die zu den Heterocyclen (genauer: Heteroaromaten) zählt. Es besteht aus einem Pyridinring, der in 2- und 6-Position zwei tert-Butylreste trägt.

## Gewinnung und Darstellung
2,6-Di-tert-butylpyridin kann durch Reaktion von 2,6-Di-tert-butylpyryliumperchlorat mit Ammoniumchlorid gewonnen werden. Es kann auch durch Reaktion von 2-tert-Butylpyridin mit tert-Butyllithium gewonnen werden.

## Eigenschaften
2,6-Di-tert-butylpyridin ist eine farblose Flüssigkeit. Es ist eine schwache Base und Protonenfänger.

## Verwendung
2,6-Di-tert-butylpyridin wird in der Forschung zur Untersuchung der Polymerisation von Isobutylen und zur α-Enolisierung von Aldehyden, die zu 1,4-Dicarbonyl-Systemen führen, verwendet.